# Ronald Gainer
Ronald William Gainer, né le 24 août 1947 à Pottsville en Pennsylvanie, est un prélat américain, évêque de Harrisburg de 2014 à 2023. Sa devise est Ex de plenitudine - Gratiam pro gratia.

## Formation

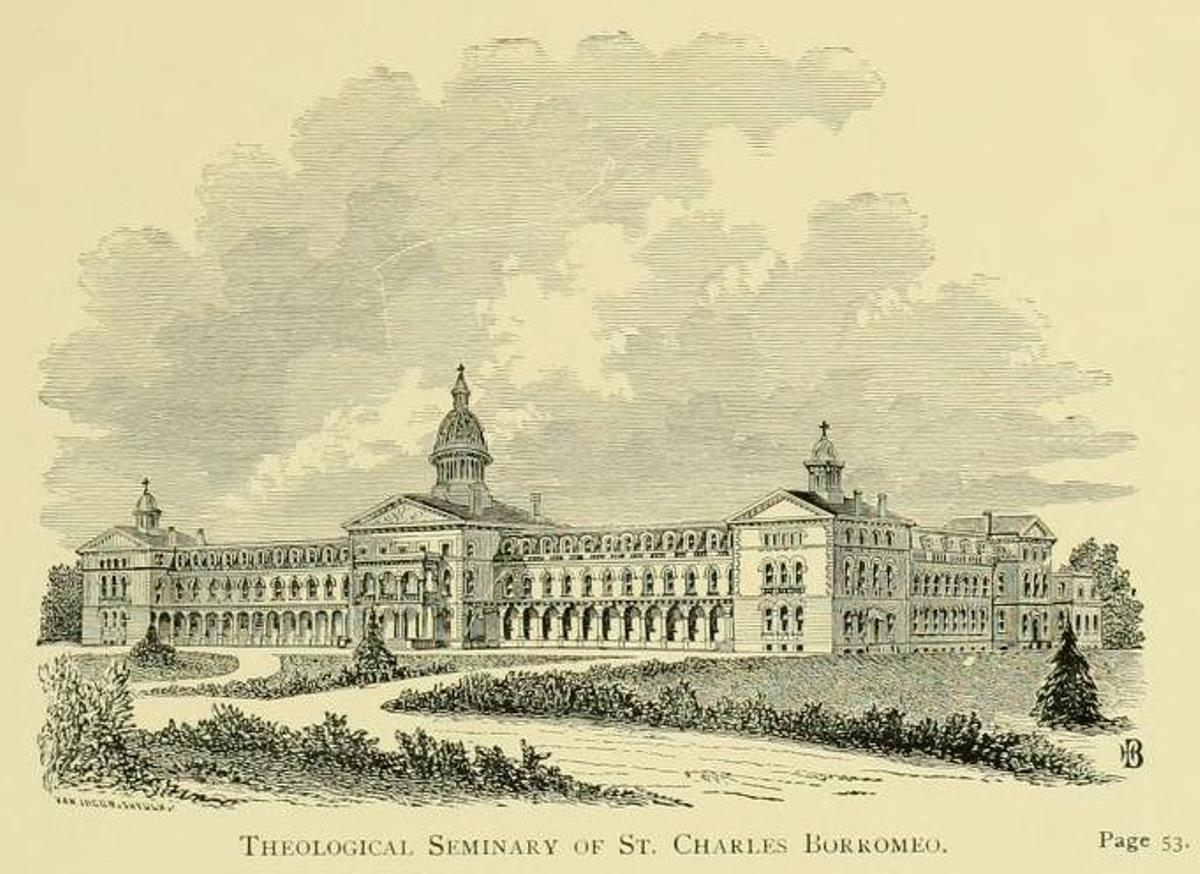
Séminaire Saint-Charles-Borromée d'Overbrook.

Ronald Gainer naît comme fils unique dans une famille issue d'Europe de l'Est, . Il entre au St. Charles Borromeo Seminary d'Overbrook (Philadelphie), dont il obtient un Bachelor of Arts en 1969 et un Master of Divinity en 1973. Il est ordonné prêtre le 19 mai 1973.

## Prêtre
Ronald Gainer devient desservant de l'église de la Sainte-Trinité de Whitehall. Ensuite, il sert comme secrétaire du tribunal diocésain d'Allentown, secrétaire du comité pro-vie et de l'évangélisation et vicaire judiciaire. Il part pour Rome suivre des études de droit canon à l'Université pontificale grégorienne, dont il obtient une licence en 1986. Il est élevé au titre honorifique de prélat de Sa Sainteté le 20 août 1991.

## Évêque de Lexington

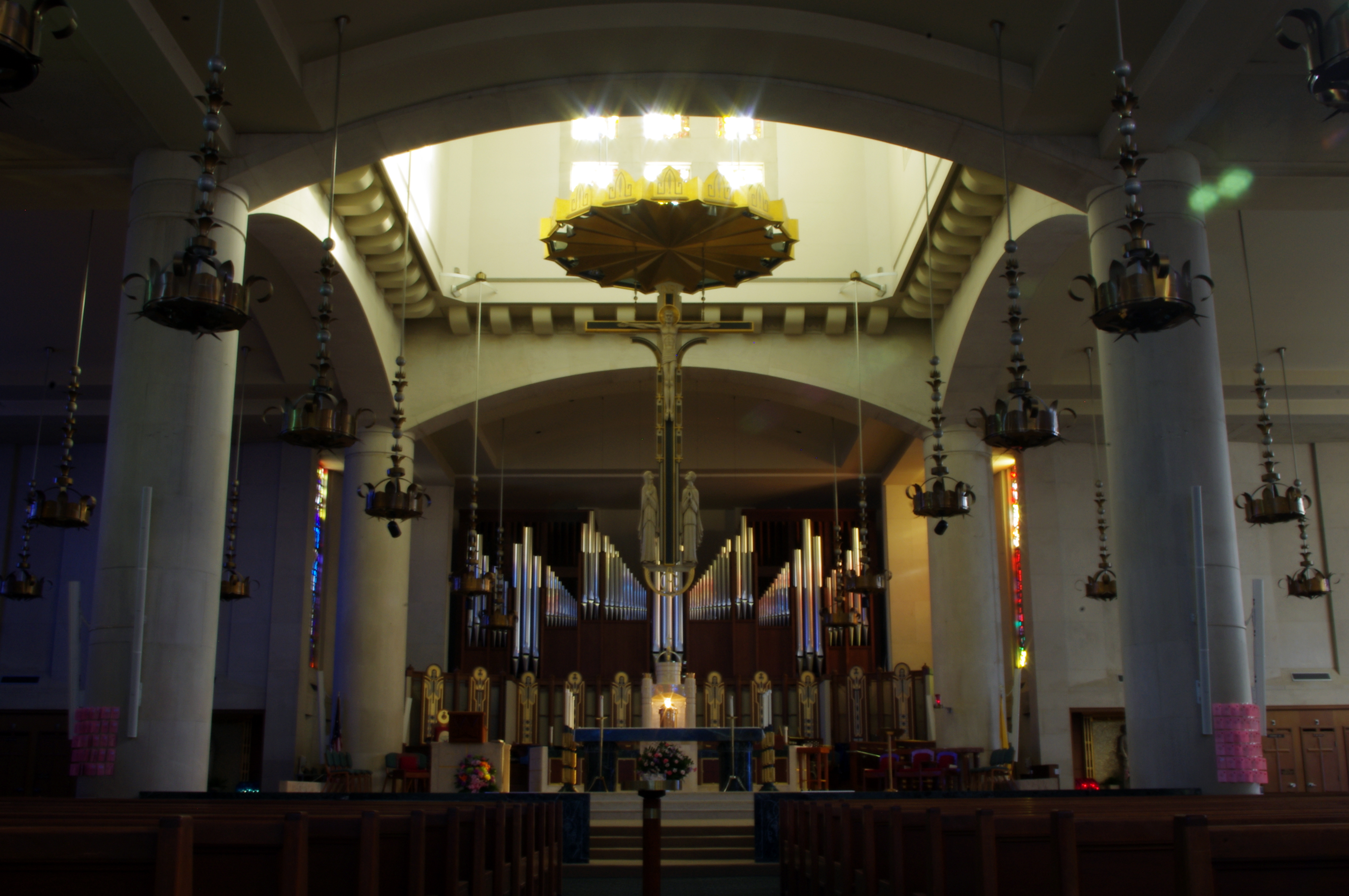
Intérieur de la cathédrale de Lexington

Le 13 décembre 2002, Mgr Gainer est nommé évêque de Lexington, dans le Kentucky, par Jean-Paul II. Il est consacré le 22 février 2003 par Mgr Thomas Kelly O.P.,.
En 2004, Mgr Gainer demande aux politiciens catholiques favorables à l'avortement de s'abstenir de recevoir l'Eucharistie.

## Évêque de Harrisburg
Le pape François le nomme le 24 janvier 2014 évêque de Harrisburg en Pennsylvanie. Il est installé le 19 mars suivant en la cathédrale Saint-Patrick de Harrisburg.